# St. Martin (Baar)

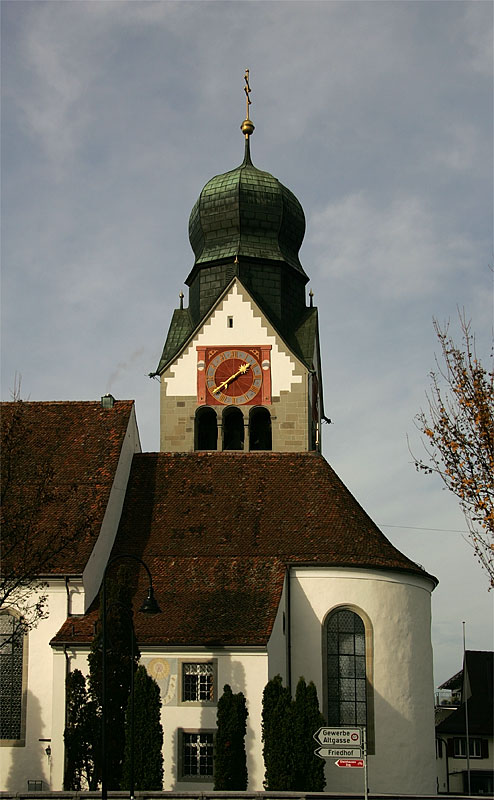
St. Martin, Chorraum mit Sakristei von Süden (Foto: 2006)

Die römisch-katholische Kirche St. Martin ist die Pfarrkirche der Gemeinde Baar im Kanton Zug in der Schweiz. Die Kirche wurde erstmals 1243 erwähnt. Nach Vorbauten wurde sie im gotischen Stil erbaut und im 18. Jahrhundert im barocken Stil umgebaut.

## Patrozinium
Die Kirche ist dem Bischof Martin von Tours geweiht.

## Baugeschichte
Ein erster Vorgängerbau entstand in der Merowingerzeit im frühen 8. Jahrhundert. Der Turm stammt aus dem 11./12. Jahrhundert. Zwischen 1361 und 1557 wurde die Kirche im gotischen Stil umgebaut und zwischen 1769 und 1797 im Stil des Spätbarock umgestaltet.

## Beschreibung

### Äusseres

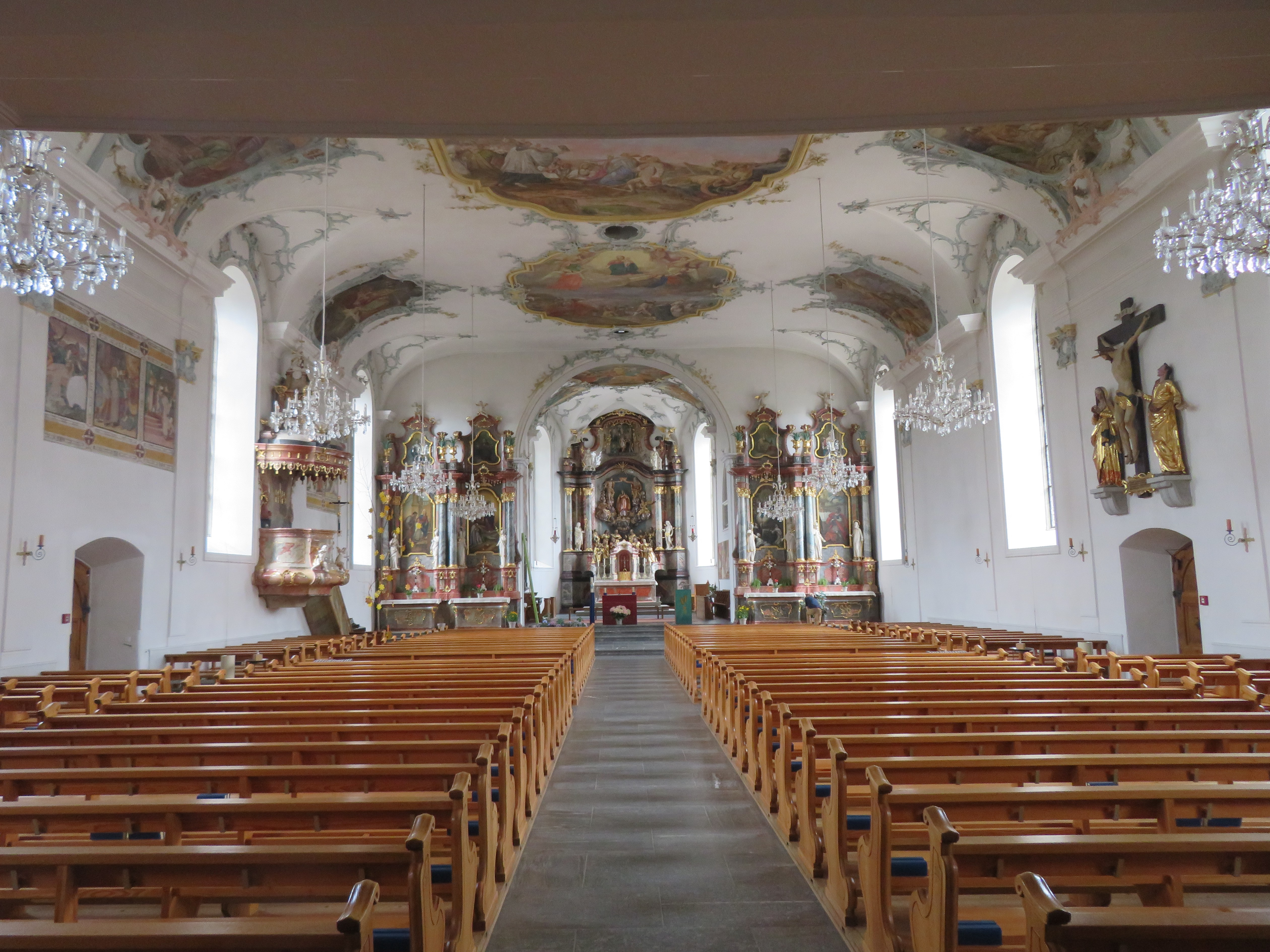
Blick zum Chor

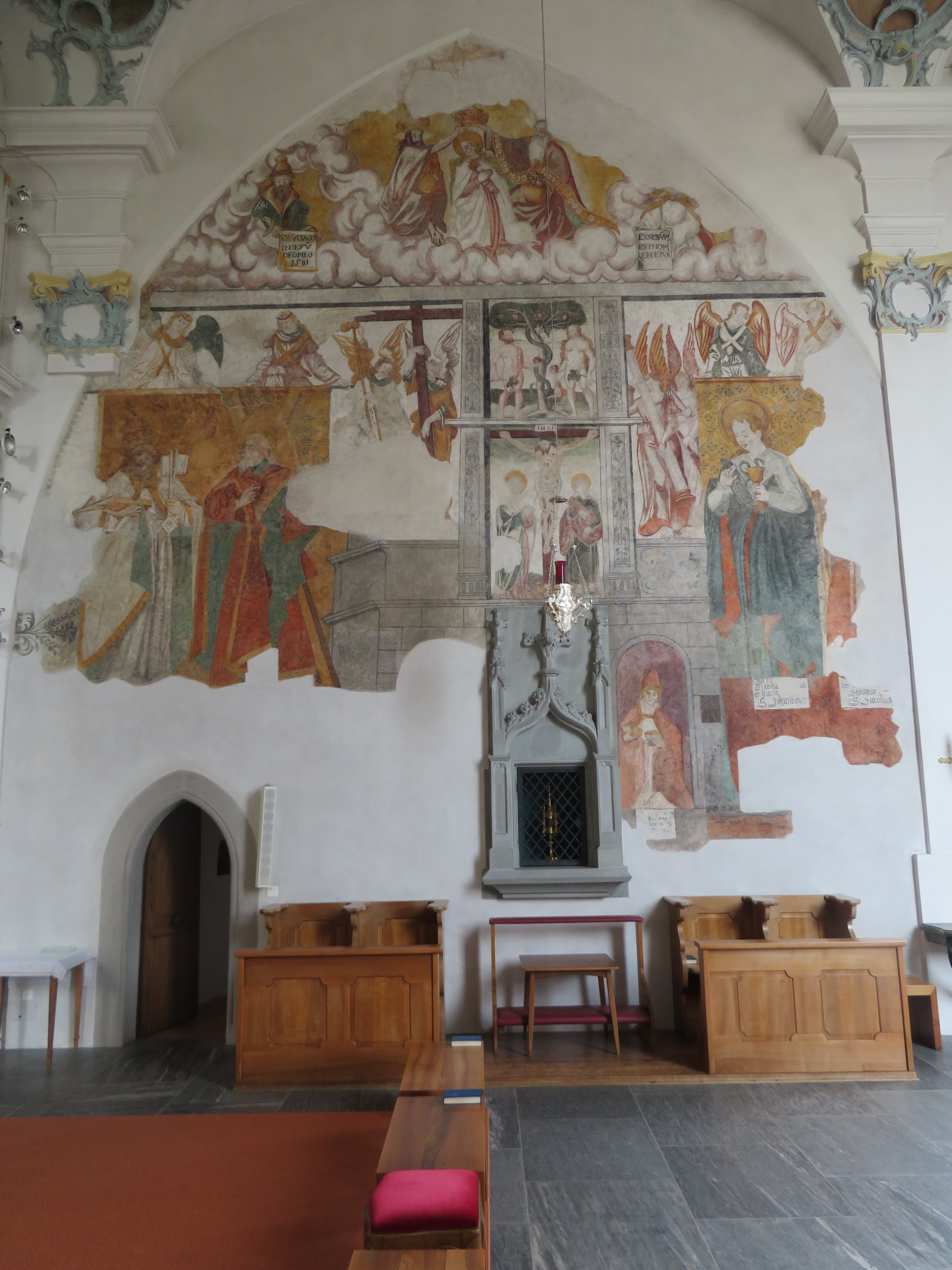
Wandmalereien an der Nordwand des Chors (16. Jahrhundert)

Die Kirche grenzt an die alte Friedhofsmauer. An der Südflanke steht das ehemalige Beinhaus St. Anna. An das ausserordentlich breite rechteckige Langhaus schliesst sich der stark eingezogene Chorraum an, dem im 18. Jahrhundert eine halbrunde Apsis angefügt wurde. Nördlich steht der mauerstarke Turm und südlich die im Jahr 1962 verbreiterte Sakristei. Der massig gedrungene Turm erhebt sich über quadratischem Grundriss. Das Uhrwerk zeigt die Jahreszahl 1526.

### Inneres
Lage der Decke und der Wände sind weitgehend spätmittelalterlich, während der Raumeindruck dem Empfinden des späten Rokoko entspricht. Vor den vier Seitenaltären ist ein erhöhter Vorchor ausgeschieden, von dem weitere Stufen zum Altarhaus hinaufführen. Eine etwas unterlebensgrosse Figurengruppe des Bildhauers Michael Wickart (1622) zeigt Johannes den Täufer sowie die hl. Katharina, hl. Barbara und den hl. Sebastian. Das Deckengemälde im Chor, das frühere Versionen ersetzt, stammt von Jost Troxler (1827–1893); es stellt in spätnazarenischer Manier die vier Evangelisten dar. 
Das Deckengemälde über der Orgel zeigt die Aufnahme des hl. Martin in den Himmel durch Christus (mit dem Gesicht von Troxler). Die Kartuschenbilder stellen die Eucharistie und Erlösung dar.
Der 1777 errichtete Hochaltar besteht aus Stuckmarmor. Vom Altarblock mit tempiettoartigem Tabernakel steigt die Bühne an, auf der die Apostel Platz finden, die der Krönung Mariens beiwohnen.
Als Seitenaltäre finden sich von Nord nach Süd der Josephsaltar (signiert Xav, Zürcher in Zug 1854) mit Statuen der Heiligen Apollonia und Verena, der Altar der Gürtelbruderschaft von 1854 mit Figuren des Nikolaus von Tolentino und Karl Borromäus sowie der Rosenkranzaltar, der die Rosenkranzverleihung an den heiligen Dominikus zeigt und von M. Paul Deschwanden signiert ist. 
Die Kanzel, 1771 in Auftrag gegeben und Johann Baptist Babel zugeschrieben, ist ungewöhnlich voluminös und entspricht in Material und Formgebung den Seitenaltären.
Die nur fragmentarisch erhaltenen spätmittelalterlichen Wandmalereien wurden 1855 wiederentdeckt und von 1961 bis 1964 restauriert. Sie zeigen Teile eines Apostelzyklus. Die Fresken an der Nordwand des Kirchenschiffs aus dem Jahr 1581 zeigen Teile Szenen aus dem Leben Jesu: in der oberen Reihe das «Stabwunder des Josef», die «Vermählung von Maria und Josef» und «Mariä Verkündigung», darunter die «Reise von Maria und Josef nach Jerusalem», die «Geburt Jesu» und die «Anbetung der hl. Drei Könige». Die drei Bilder über der nördlichen Tür zeigen die Szenen «Christus wird gefangen genommen», «Christus vor Annas» und «Christus vor Kajaphas».

### Orgeln

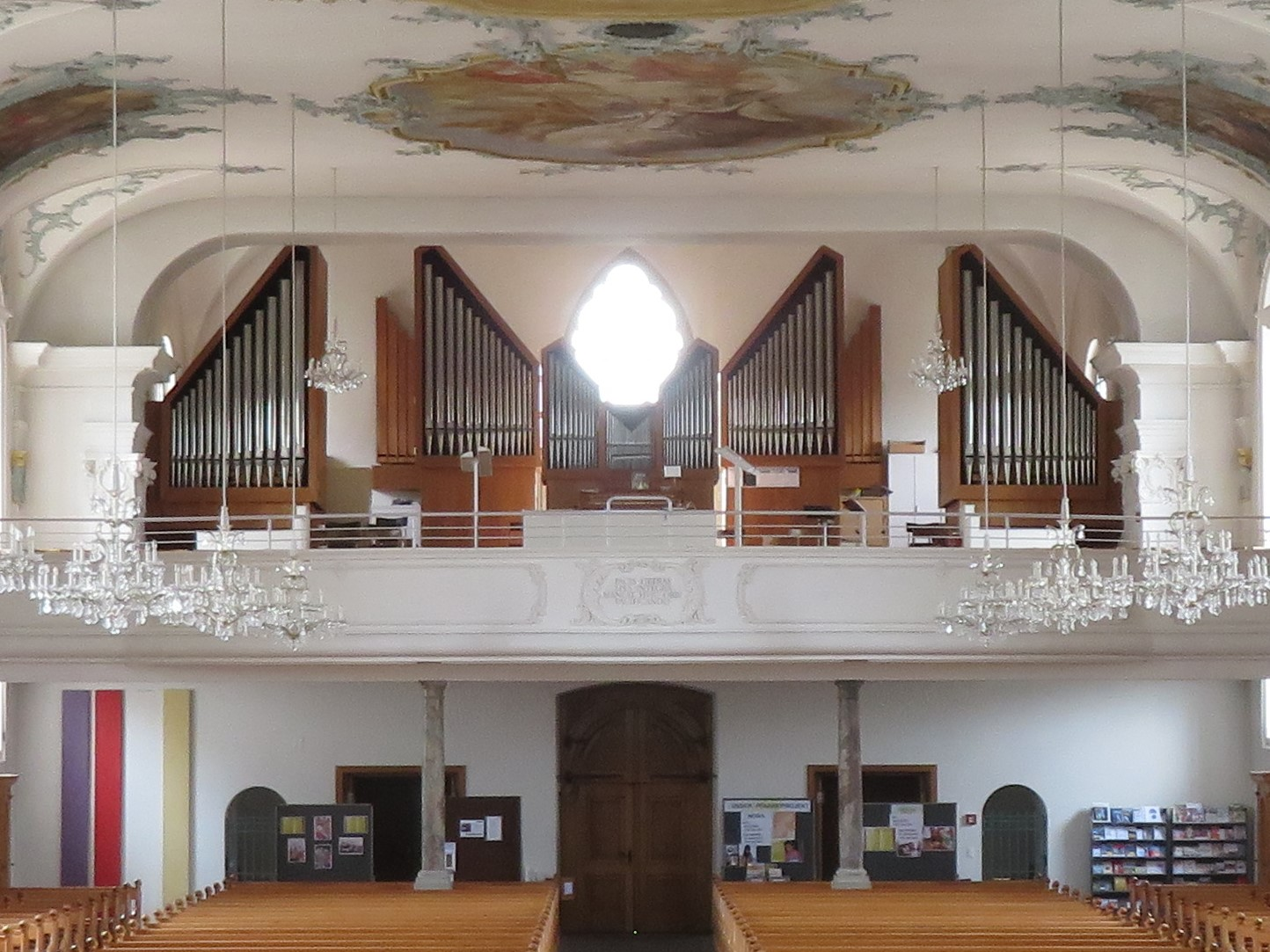
Die Mathis-Orgel (Baujahr 1963)

Nach mehreren Vorgängerorgeln erhielt die Kirche 1917 eine neue, röhrenpneumatische Orgel von Orgelbau Carl Theodor Kuhn, Männedorf. Das Instrument mit Membranladen hatte 30 klingende Register.
Die heutige mechanische Orgel wurde 1963 erbaut und stammt aus der Werkstatt Mathis Orgelbau, Näfels. Sie hat 28 klingende Register auf 2 Manualen und Pedal und folgende Disposition:
| I Rückpositiv C–g3 |              |        |
| 01.                | Gedackt      | 8′     |
| 02.                | Salicional   | 8′     |
| 03.                | Principal    | 4′     |
| 04.                | Spitzflöte   | 4′     |
| 05.                | Quinte       | 2 ⁄3′  |
| 06.                | Flageolet    | 2′     |
| 07.                | Terz         | 1 3⁄5′ |
| 08.                | Larigot      | 1 ⁄3′  |
| 09.                | Scharf IV–VI | 1′     |
| 10.                | Zimbel IV    | 1⁄2′   |
| 11.                | Schalmey     | 8′     |

| II Hauptwerk C–g3 |                   |       |
| 12.               | Rohrgedackt       | 16′   |
| 13.               | Principal         | 8′    |
| 14.               | Rohrflöte         | 8′    |
| 15.               | Gemshorn          | 8′    |
| 16.               | Octave            | 4′    |
| 17.               | Nachthorn         | 4′    |
| 18.               | Octave            | 2′    |
| 19.               | Mixtur IV–VI      | 1 ⁄3′ |
| 20.               | Cornett V (ab f°) | 8′    |
| 21.               | Trompete          | 8′    |

| Pedal C–f1 |                           |     |
| 22.        | Principal                 | 16′ |
| 23.        | Subbass                   | 16′ |
| 24.        | Principal                 | 8′  |
| 25.        | Spitzflöte                | 8′  |
|            | Rohrgedackt (Tr. Nr. 12)  | 16′ |
|            | Rohrgedackt (Ext. Nr. 24) | 8′  |
|            | Octave (aus Nr. 27)       | 4′  |
|            | Rohrgedackt (Ext. Nr. 24) | 4′  |
| 26.        | Mixtur V                  | 4′  |
| 27.        | Posaune                   | 16′ |
| 28.        | Zinke                     | 8′  |

- Koppeln: II/I, I/P, II/P
- Spielhilfen: 2 freie Kombinationen, 2 feste Kombinationen, Registercrescendo

### Sakristei
Das Gemälde Triumph der Eucharistie ist eine Kopie nach dem von Peter Paul Rubens entworfenen Bildteppich Ecclesiae triumphus, die Ende des 17. Jahrhunderts entstand.

### St. Annakapelle oder Beinhaus St. Anna

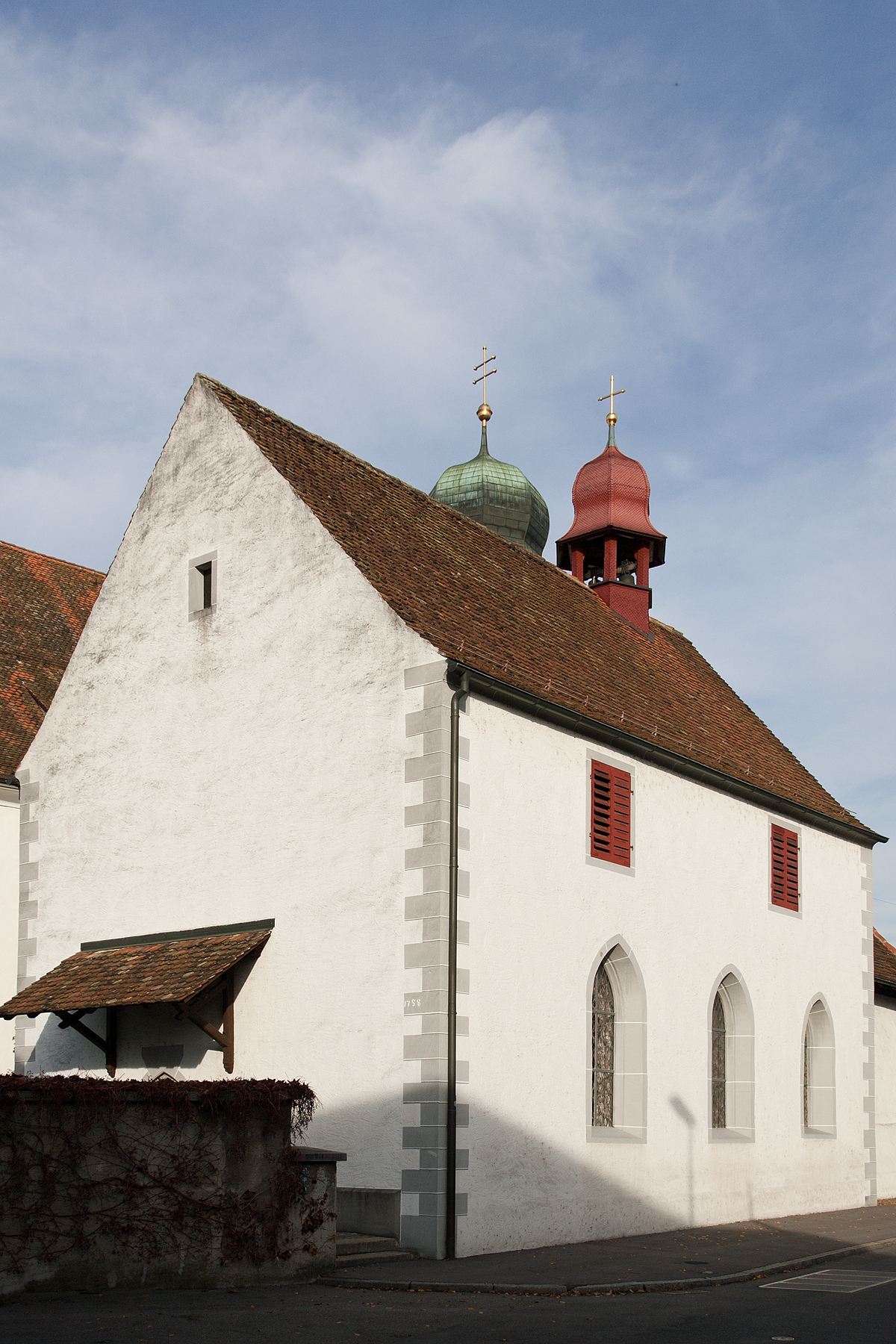
St. Annakapelle von Südwest (Foto: 2006)

Die St. Annakapelle wurde 1507 eingeweiht. Im Inneren findet sich eine geschnitzte Holzdecke aus dem Jahr 1508. Der Flügelaltar ist spätgotisch mit Anna selbdritt und Nothelfern. In der barocken Bekrönung ist St. Michael als Seelenwäger dargestellt. Die lebensgrosse Holzstatue des kreuztragenden Christus stammt aus der Zeit um 1400. 
An der Nordwand sind spätmittelalterliche Pilgerinschriften u. a. mit Savoyer Wappen zu sehen. Die Reste des Chorgestühls aus der gotischen Pfarrkirche entstanden in der zweiten Hälfte des 14. Jahrhunderts.